# Gérard Prêcheur
Pour les articles homonymes, voir Precheur.
Gérard Prêcheur est un entraîneur de football français né le 23 octobre 1959 à Nancy.

## Direction Technique Nationale (DTN)
De 1992 à 2000, il assume la fonction de Conseiller Technique au District de l'Essonne et à la Ligue de Paris.
En 2000, il prend la direction du Pole France Féminin et la responsabilité de l'Équipe de France espoirs de football féminin (moins de 21 ans féminines) ; à ce titre, il devient membre de la Direction Technique Nationale sous la responsabilité d'Aimé Jacquet. 
En 2004, il supplée le départ de Claude Dusseau comme entraineur-formateur à l'Institut National du Football.
Il est aussi membre de la cellule d'observation de l'équipe de France de football (masculine) depuis 2009 en collaborant successivement avec Raymond Domenech, Laurent Blanc et Didier Deschamps.
En 2011, il assume la double-responsabilité de l'Institut National du Football (INF) et du Pole France Féminin (Centre National de Formation et d'Entraînement du football féminin). Il endosse à ce titre le statut d'Entraineur National.

## Olympique lyonnais
À partir de juillet 2014, il entraîne l'équipe féminine de l'Olympique lyonnais avec laquelle il multiplie les titres. En effet, la première saison (2014-2015), les Fenottes gagnent la Coupe de France et la première place du Championnat de France. Lors des saisons 2015-2016 et 2016-2017, il remporte avec ses joueuses le triplé : la Ligue des Champions, Championnat de France et Coupe de France.

## Jiangsu Suning FC
À partir de Décembre 2017, il entraine l'équipe féminine avec laquelle il remporte deux titres : victoire de la Coupe de Chine et victoire de la Coupe des Provinces (Coupe de la Ligue). Il finit également deuxième du championnat et participe à la finale de la Super Cup.
À la fin de la saison, il est élu par la Fédération Chinoise, meilleur entraîneur de D1.

## Carrière

### Joueur
- 1977-1980 :  SR Saint-Dié (D2)
- 1980-1982 :  AS Montferrand (D3)
- 1982-1985 :  USF Le Puy-en-Velay (D2, D3)
- 1985-1988 :  FC Valence (D3)

### Entraineur
- 1988-1992 :  FC Valence
- 2000-2004 :  Pôle France Féminin de la FFF (directeur)
- 2000-2004 :  France -20 ans (féminines)
- 2004-2010 :  INF Clairefontaine (entraîneur)
- 2010-2013 :  Pôle France Féminin de la FFF/INF Clairefontaine (directeur)
- 2013-2014 :  Haut-niveau Féminin (responsable auprès de la FFF)
- 2014-2017 :  Olympique lyonnais F.
- 2018-2019 :  Jiangsu Suning
- 2020-2021 :  Indépendante Blachéroise
- 2022-2023 :  Paris Saint-Germain F.

## Palmarès d'entraîneur
- Championnat de France : 2015, 2016 et  2017
- Coupe de France : 2015, 2016 et 2017
- Ligue des champions féminine de l'UEFA : 2016 et 2017
- Coupe de Chine 2018
- Coupe de la Ligue (Chine)